# Constante de Brun
En mathématiques, la constante de Brun est la somme de la série des inverses des nombres premiers jumeaux, c’est-à-dire des couples de nombres premiers distants de 2.
Cette constante tire son nom du mathématicien Viggo Brun, qui démontra en 1919 que cette série est convergente : voir l'article « Théorème de Brun ».
Sa valeur est
B2 = 1,90216 05832 09 ± 0,00000 00007 81.
La suite des décimales de la constante de Brun est la suite A065421 de l'OEIS.

## Définition
Soit {\displaystyle (p_{n},q_{n})_{n\in \mathbb {N} }} la suite des couples de nombres premiers jumeaux. Les trois premiers termes de cette suite sont (3, 5), (5, 7) et (11, 13).
Soit {\displaystyle (S_{n})_{n\in \mathbb {N} }} la suite des sommes partielles des inverses des n premiers termes de la suite précédente : {\displaystyle S_{n}=\sum _{k=0}^{n}\left({\frac {1}{p_{k}}}+{\frac {1}{q_{k}}}\right)}. La série correspondante converge vers la constante de Brun, notée {\displaystyle B_{2}} :
{\displaystyle B_{2}=\left({\frac {1}{3}}+{\frac {1}{5}}\right)+\left({\frac {1}{5}}+{\frac {1}{7}}\right)+\left({\frac {1}{11}}+{\frac {1}{13}}\right)+\left({\frac {1}{17}}+{\frac {1}{19}}\right)+\left({\frac {1}{29}}+{\frac {1}{31}}\right)+\cdots }.
À la différence de la série des inverses de tous les nombres premiers qui, elle, diverge, cette série est convergente. Une divergence de la série aurait permis de prouver la conjecture des nombres premiers jumeaux ; dans la mesure où elle est convergente, cette conjecture n'est toujours pas prouvée.

## Estimation
Une première estimation de la constante de Brun a été effectuée par Shanks et Wrench en 1974 à l'aide des premiers jumeaux jusqu'à 2 millions. R. P. Brent a calculé en 1976 tous les nombres premiers jumeaux jusqu'à 1011 et améliora le résultat.
Une meilleure estimation de la constante de Brun a été réalisée par Thomas Nicely en 1994 par une méthode heuristique en calculant les nombres premiers jumeaux jusqu'à 1014 (T. Nicely a mis en évidence à cette occasion le bug de la division du Pentium). Il a par la suite amélioré cette approximation en utilisant les jumeaux jusqu'à 1,6 × 1015. En septembre 2006, il donnait l'estimation suivante :
B2 = 1,90216 05825 38 ± 0,00000 00014 00 puis B2 = 1,90216 05832 09 ± 0,00000 00007 81.
La meilleure estimation jusqu'à 2018 de l'écriture décimale de la constante de Brun a été réalisée en 2002 par Pascal Sebah et Patrick Demichel en utilisant tous les nombres premiers jumeaux jusqu'à 1016 :
B2 = 1,90216 05831 0472 ± 0,00000 00000 0031 soit B2 ≈ 1,90216 05831 04.
La suite des décimales de la constante de Brun est la suite A065421 de l'OEIS.

## Prolongements
L’irrationalité de la constante de Brun démontrerait la conjecture des nombres premiers jumeaux. En effet, s'il y a un nombre fini de nombres premiers jumeaux alors la constante de Brun est rationnelle en tant que somme finie de rationnels ; donc si elle est irrationnelle, alors par contraposée c'est qu'il y a un nombre infini de nombres premiers jumeaux.

## Généralisation
Il existe aussi une constante (que Thomas R. Nicely qui l'a calculée appelle la "constante de Brun B4") pour les quadruplets-premiers. Un quadruplet-premier est constitué de deux couples de premiers jumeaux, séparés d'une distance de 4 (la plus courte distance possible), soit {\displaystyle (p,p+2,p+6,p+8)}. Les premiers quadruplets-premiers sont (5, 7, 11, 13), (11, 13, 17, 19), (101, 103, 107, 109), (191, 193, 197, 199), (821, 823, 827, 829). À l'exception du premier, ils commencent tous par un nombre de la forme 30n + 11. La conjecture des nombres premiers jumeaux est strictement plus faible que son analogue pour les quadruplets. La constante de Brun pour les quadruplets-premiers, notée B4, est la somme des inverses de tous les nombres premiers des quadruplets :
{\displaystyle B_{4}=\left({\frac {1}{5}}+{\frac {1}{7}}+{\frac {1}{11}}+{\frac {1}{13}}\right)+\left({\frac {1}{11}}+{\frac {1}{13}}+{\frac {1}{17}}+{\frac {1}{19}}\right)+\left({\frac {1}{101}}+{\frac {1}{103}}+{\frac {1}{107}}+{\frac {1}{109}}\right)+\cdots }
avec la valeur :	
B4 = 0,87058 83800 ± 0,00000 00005.
Sont développement décimal est répertorié comme suite A213007 de l'OEIS.